# Jasmine You
Jasmine You (ur. 8 marca 1979, zm. 9 sierpnia 2009) – japoński muzyk visual kei, basista zespołu Versailles. W 1998 Jasmine You (wtedy jeszcze Yuu) wstąpił na scenę muzyczną po wstąpieniu do Jakury, którzy zdołali odnieść wiele sukcesów przed rozwiązaniem zespołu w 2003 roku. W 2006 roku został zaproszony przez swojego długoletniego przyjaciela Hizaki'ego do przyłączenia się do jego solowego projektu. Wkrótce potem wziął także udział w teatralnym show rockowym, Node of Scherzo z Hizaki'm, Kamijo, Juka i Kaya. W 2007 roku dołączył do Versailles i pozostał z nimi do momentu śmierci z powodu choroby w 2009 roku.

## Życiorys
Jasmine You urodził się w prefekturze Aichi, w Japonii. Dołączył do zespołu Jakura (jap. 雀罗) w 1998 roku, pod pseudonimem Yuu. W 2003, po rozpadzie Jakury, wstąpił do kilku innych zespołów. W czerwcu 2006 roku przeniósł się do Tokio i jego długoletni przyjaciel Hizaki zaprosił go do swojego solowego projektu Hizaki Grace Project.

### Versailles
W 2007 roku Kamijo (ex-Lareine) oraz Hizaki'ego (ex-Sulfuric Acid) założyli Versailles i, według niektórych wywiadów, Jasmine You został członkiem nie będąc formalnie zapytanym. Spędzał dużo czasu z Kamijo i Hizakim i po prostu było to naturalne dla nich mieć go w zespole. W czerwcu 2009 r. Versailles udali się na Warner Music Japan ze swoim singlem ASCENDEAD MASTER. Versailles wydali pięć singli, jeden mini-album i jeden pełny album przed śmiercią Jasmine You w 2009 roku.

### Śmierć
W dniu 3 sierpnia ogłoszono, że Jasmine You będzie musiał czasowo zawiesić wszystkie zajęcia muzyczne, z powodu niewyjaśnionych okoliczności dotyczących jego zdrowia, w celu jego odzyskania. Ogłoszono, że nowy album Versailles „Jubilee” był w końcowej fazie produkcji i ścieżki basowe były nagrywane.
We wczesnych godzinach dnia 9 sierpnia 2009 r. odnotowano na oficjalnej stronie, że Jasmine You zmarł.

### Pośmiertnie
W dniu 4 stycznia 2010 roku, w Shibuya O-EAST odbył się koncert „Jasmine You-Memorial Ceremony-” zorganizowany przez Versailles, zagrali tam także Kaya oraz Matenrō Opera.
9 sierpnia 2011 roku, Teru z zespołu Versailles skomponował i zadedykował piosenkę „「For You」” dla Jasmine You.

## Dyskografia

### Jakura
Albumy i EPs
- Jubaku to Fufu Tokage no Kakugo+3 (呪縛ト不フ吐陰の赫檎+3, 15 kwietnia 2002)
- Sora o Kura fu Tokage (空ヲ喰らフ吐陰, 12 września 2003)

Single
- Marii no Kakugo (マリィの赫檎, 25 kwietnia 2001)
- San ni Majiwaru Jikkai -Hebi Ichigo no Kanjou Trip- (参ニ混ジワル十戒～蛇苺ノ感傷トリップ～, 10 października 2001)
- San ni Majiwaru Jikkai -Katame no Shoujo ni Jojou Drug- (参ニ混ジワル十戒～片目ノ少女に叙情ドラッグ～, 11 listopada 2001)
- San ni Majiwaru Jikkai -Kaigoroshi Romanzai- (参ニ混ジワル十戒～飼イ殺シ浪漫剤～, 12 grudnia 2001)
- Russian Roulette Kara no Seikansha (ロシアンルーレットからの生還者, 25 października 2002)
- Naki Tomanu Aka(鳴き止まぬ赤, 22 grudnia 2002)
- Aieki de Nureta... Joukan (愛液で濡れた・・・上巻, 14 kwietnia 2003)
- Aieki de Nureta... Gekan (愛液で濡れた・・・下巻, 14 czerwca 2003)

Demo
- Taiji (胎児, 12 sierpnia 1998)
- Jubaku to Fufu Hiro no Akumu (呪縛ト不フ緋色ノ悪夢, 23 czerwca 2000)
- Three Flat(すりぃふらっと, 28 lutego 2001)

Video
- Ura Bake Neko Hakusho (裏化け猫白書, 4 października 2001)
- Russian Roulette Kara no Seikansha - Gekijouban (ロシアンルーレットからの生還者・劇場版, 2002)

Omnibusy
- B.J. Maniac (20 czerwca 2001, z „Jakura Shizenshuu”)
- Shock Edge 2001 (29 września 2001, z „Sonzai”)
- Yougenkyou II: Bewicthing Illusion Mirror (6 kwietnia 2005, z „Katame no Shoujo (Yougenkyou Mix)”)

### Hizaki Grace Project
dyskografia Hizaki Grace Project

### Versailles
dyskografia Versailles